# KimiKiss
KimiKiss (キミキス?) è un videogioco prodotto nel 2006 dalla Enterbrain per PS2, ed adattato successivamente in vari manga, light novel ed una serie anime nel 2007.

## Trama

### Il gioco
In KimiKiss, il giocatore ha la parte di un giovane delle superiori al ritorno da una solitaria vacanza estiva. Finirà anche l'anno scolastico senza aver ricevuto neppure un solo bacio? Il giocatore è allora portato a decidere di passare il nuovo anno in modo da avere qualche possibilità di ricevere baci.
Fortunatamente, al ritorno a scuola, il giocatore si ritrova in compagnia di sei bellissime ragazze. Il gioco inizia con il primo giorno di scuola, e continua per tutto un mese, sino al festival della scuola. Lo scopo è di far innamorare di sé almeno una delle sei ragazze, e durante il festival, scambiarsi un bacio. Il gioco lascia la possibilità di muoversi abbastanza liberamente intorno alla scuola, potendo anche scegliere determinati luoghi dalla mappa dell'intera scuola. Durante le interazioni con le ragazze, attraverso il gioco si può scegliere l'argomento migliore da poter parlare con ciascuna di loro.

### L'anime
Sanada Kouichi si risveglia da un sogno dove il giovane se stesso stava piangendo. Quando va ad aprire la porta della sua casa, si ritrova davanti una bellissima donna. Approfittando della sorpresa del ragazzo, la donna entra velocemente dentro, assieme a tutte le sue cose, approfittando anche della doccia. Un Kouichi confuso cerca di ricordare se per caso conoscesse la ragazza, magari per un fortuito incontro nel passato, ma proprio in quel momento arriva Aihara Kazuki, un suo amico. Appena la prima donna esce dal bagno si crea un enorme fraintendimento, anche se i due giovani mostrano di conoscersi già: la misteriosa donna è infatti Mizusawa Mao, un'amica d'infanzia di Kazuki. Ricordato della ragazza, Kouichi la invita a rimanere, notando col tempo quanto la ragazza sia cambiata.

## Personaggi

### Le ragazze
Mao Mizusawa (水澤摩央?, Mizusawa Mao)
Doppiata da Haruna Ikezawa
Una ragazza attiva, energica ed allegra, tranne che la mattina. Vive inizialmente con Kouichi e sua madre, ma si trasferisce a causa di essere innamorata di Kouichi, nonostante condivida con lui sempre la stessa scuola. È alta 162 centimetri, con misure 89-58-87, ha gruppo sanguigno O ed il compleanno il 27 febbraio.
Yūmi Hoshino (星乃結美?, Hoshino Yūmi)
Doppiata da Ami Koshimizu
Hoshino è la ragazza amata da Kouichi. È sempre timida, ma grazie all'aiuto di Mao e delle altre ragazze, inizia a trovare la forza per parlare. La ragazza è anch'essa interessata di Kouichi e, nonostante escano più volte assieme, capisce che lui prova qualcosa anche per Mao. È alta 160 centimetri, di gruppo sanguigno A, ha le misure 83-57-84, ed è nata il 12 gennaio.
Narumi Satonaka (里仲なるみ?, Satonaka Narumi)
Doppiata da Kaori Mizuhashi
È alta 147 centimetri, con le misure 75-56-78, è di gruppo sanguigno B. Il suo compleanno è l'8 aprile.
Asuka Sakino (咲野明日夏?, Sakino Asuka)
Doppiata da Ryou Hirohashi
Una maschiaccio che adora giocare a calcio , si innamorerà di Kazuki. È alta 164 centimetri, con le misure 88-58-88, è di gruppo sanguigno B. Il suo compleanno è il 9 novembre.
Eriko Futami (二見瑛理子?, Futami Eriko)
Doppiata da Rie Tanaka
Sempre fredda con gli altri, inizia ad addolcirsi dopo che comprende i suoi sentimenti per Kazuki. È alta 162 centimetri, con le misure 78-55-79, è di gruppo sanguigno AB. Il suo compleanno è il 1º agosto.
Mitsuki Shijō (祇条深月?, Shijō Mitsuki)
Doppiata da Mamiko Noto
È alta 158 centimetri, con le misure 77-55-78, è di gruppo sanguigno A. Il suo compleanno è il 10 ottobre.
Megumi Kuryū (栗生恵?, Kuryū Megumi)
Doppiata da Mai Nakahara
È alta 149 centimetri (158 nell'anime), con le misure 81-58-82, è di gruppo sanguigno O. Il suo compleanno è il 5 novembre.

### Presenti nell'anime
Kouichi Sanada (真田光一?, Sanada Kouichi)
Doppiato da Satoshi Hino
Lui Kazuki e Mao sono amici d'infanzia. Kouichi è il protagonista della storia, e prova qualcosa per Hoshino e, successivamente, anche per Mao. Nel manga di Various Heroines, Kouichi e Kazuki sono usati per creare un unico personaggio, e condividono l'aspetto di Kouichi e le abilità calcistiche di Kazuki.
Kazuki Aihara (相原一輝?, Aihara Kazuki)
Doppiato da Takahiro Mizushima
Ama giocare a calcio ed è innamorato di Futami.

## Adattamenti

### Manga
Oltre al primo manga iniziale principale, sono state create nel 2006 altre tre diverse serie cartacee, col titolo:
- KimiKiss ~lyrical contact~ (キミキス ～lyrical contact～?), nel Gangan Powered
- KimiKiss ~various heroines~ (キミキス ～various heroines～?), nel Young Animal
- KimiKiss ~sweet lips~ (キミキス ～スウィートリップス～?), nel Champion RED Ichigo

### Light novel
Dal gioco è stata tratta anche una light novel, curata da Famitsū Bunko.

### Anime
L'anime, intitolato Kimikiss ~ pure rouge, è iniziato in Giappone il 6 ottobre 2007, La serie è prodotta dallo J.C.Staff ed ha la regia di Kenichi Kasai, già regista in passato di famose serie come Nodame Cantabile e Honey and Clover. La serie si focalizza maggiormente sulle sei ragazze e sulla loro vita quotidiana, col risultato di creare una serie maggiormente romantica.

#### Sigle
La sigla di apertura è:
1. "Giro del cielo azzurro" (青空loop?, Aozora loop) di marble

Le due sigle di chiusura sono:
1. "Stelle del desiderio"!願い星! (Negaiboshi?) di Snow*, per i primi 12 episodi.
2. "Non dimenticare" (忘れないでWasurenaide?) di Suara, per i rimanenti 12.